# Samuel Siegfried Karl von Basch
Samuel Siegfried Karl Ritter von Basch (9 de setembre de 1837, Praga – 25 d'abril de 1905) va ser un metge austríac - jueu més conegut com el metge personal de l'emperador Maximilià de Mèxic i l'inventor del mesurador de pressió arterial (també conegut com a esfigmomanòmetre).
Basch es va formar a la Universitat Charles de Praga i a la Universitat de Viena. A partir de 1857 va estudiar química al laboratori d' Ernst Wilhelm von Brücke a Viena, i cinc anys més tard va començar la pràctica de la medicina. Des d'aquell moment fins al 1865 va ser ajudant de Leopold Ritter von Dittel, Eduard Jäger von Jaxtthal, Ludwig Türck i Eugen Kolisko (1811). – 1884) a la Universitat de Viena. El 1864, Basch va ser nomenat cirurgià en cap de l'hospital militar de Puebla, Mèxic. Poc després, va ser nomenat metge personal de Maximilià. Basch va romandre amb Maximilià fins a l'execució de l'emperador per escamot d'execució a Querétaro el 19 de juny de 1867.
Quan Maximilià es va adonar que uns quants dies com a màxim decidirien el seu destí, va encarregar a Basch, al tinent Ernst Pitner i al major Becker que mantinguessin registres diaris de tot el que va passar. Quan l'emperador i el seu seguici van ser traïts a Benito Juárez pel coronel Miguel López el 14 de maig de 1867, Basch es va precipitar a muntar el seu cavall, però de seguida va ser dominat pels mexicans. Basch va perdre la major part dels seus memoràndums, guardant només notes superficials. Després de l'execució de Maximilià, va tornar a Àustria amb el cos de l'emperador, arribant el 16 de gener de 1868 a Novara .
El 1870 Basch va ser nomenat professor de patologia experimental a la Universitat de Viena, i el 1877 professor ajudant. Va ser ennoblit per l'emperador Francesc Josep I d'Àustria per la seva participació en l'empresa de Maximilià.

## Obres literàries
L'obra més coneguda de Basch és Erinnerungen aus Mexico (1868), escrita a petició de Maximilià. A part d'aixó, va escriure per a revistes científiques una sèrie d'articles sobre la histologia del duodè, l'anatomia de la bufeta urinària i els efectes fisiològics de la nicotina.

## Retrats
- Carlos Orellana va retratar Basch a Juárez y Maximilià (1934).
- Harry Davenport va retratar Basch a Juárez (1939).
- Michael Visaroff va retratar Basch a L'emperadriu boja (1939).